# Јељња
Јељња (рус. Ельня) град је у европском делу Руске Федерације и административни центар Јељњанског рејона на југу Смоленске области.
Према процени националне статистичке службе, у граду је 2014. живело 9.573 становника што је око 70% целокупне популације припадајућег му рејона.

## Географија
Град Јељња налази се у западном делу истоименог дела на југу Смоленске области, недалеко од изворишта реке Десне (притока Дњепра) која протиче кроз средиште града, на 82 км југоисточно од административног центра области града Смоленска.

## Историја
Јељња се у писаним документима први пут помиње још давне 1150. као градско насеље Јелна (рус. Ельня), те се сматра једним од најстаријих насељених места на подручју Смоленске области. Назив насеља вероватно потиче од речи ель, односно староруски елина што означава дрво јелу.
Насеље је делило своју историју са историјом Смоленске земље, те је 1239. прво било на удару Златне хорде, потом је постало делом Литванске кнежевине и Пољско-литванске заједнице. По окончању Руско—пољских ратова (1654—1667) враћено је у састав Руског царства. Године 1776. Јељња добија статус града и постаје окружним центром у границама Смоленске губерније. Регулаторни план развоја града усвојен је још 1780. године.
Током Наполеонове инвазије на Русију 1812. Јељња се међу првима нашла на удару француске војске, али се у граду једнако тако развио и један од првих партизанских покрета отпора против Француза. Неко време током рата у граду се налазио и штаб генерала Михаила Кутузова.
Током Другог светско рата град је у више наврата био поприште жестоких борби између војске Нацистичке Немачке и совјетских партизана. Управо код Јељње је 30. августа 1941. изведена прва успешна операција против фашистичких трупа од стране Совјета. Током августа 1943. Јељња је била једна од кључних бојишница током Битке за Смоленск, а град је коначно ослобођен 30. августа 1943. године.
За херојски отпор окупатору током Другог светског рата град је награђен орденом „Отаџбинског рата I степена“ 1981. године. Одлуком председника Руске Федерације од 8. октобра 2007. град Јељња је одликован звањем „Града војничке части“ (рус. Город воинской славы).

## Становништво
Према подацима са пописа становништва 2010. у граду је живело 10.095 становника, док је према проценама за 2014. град имао 9.573 становника.
| 1897. | 1959. | 1970. | 1979. | 1989. | 2002.  | 2010.  | 2014. |
| ----- | ----- | ----- | ----- | ----- | ------ | ------ | ----- |
| 2.400 | 6.897 | 8.336 | 9.078 | 9.868 | 10.798 | 10.095 | 9.573 |

## Познати Јељњани
У селу Новоспаскоје, недалеко од Јељње, 1804. је рођен чувени руски композитор и оснивач савремене руске опере Михаил Глинка. Глинку много сматрају и оцем руске класичне музике. У његова најпознатија дела убрајају сес опере „Иван Сусањин“, „Руслан и Људмила“, оркестарско дело „Камаринскаја“ и симфонија „Ноћ у Мадриду“. Његова родна кућа је 1982. рестаурисана и претворена у музеј, а у његову част у Јељњи се традиционално одржава фестивал класичне музике.